# De Stem uit Amerika
"De Stem uit Amerika" was een Vlaams radiopraatprogramma dat van 1946 tot en met 1964 op Radio 1 werd uitgezonden. De presentator was schrijver Marnix Gijsen.

## Concept
Het programma had voornamelijk de Verenigde Staten van Amerika als thema, waar Gijsen sinds 1939 woonde. Elke zaterdagavond gaf hij als correspondent ter plaatse een verslag over actuele gebeurtenissen of culturele verschillen in het land. De uitzendingen maakten Gijsen tot een bekende naam onder het grote publiek. 
Toen Gijsen in 1964 terug naar België verhuisde kwam het programma ten einde. Een bundeling van zijn correspondenties verscheen in 1982 als "De stem uit Amerika", uitgegeven door de BRT. 

## In populaire cultuur
In strook 1-2  van het Suske en Wiske-album De windmakers (1959) hoort Jerom dat Christoffel Columbus Amerika ontdekte. Hierop denkt hij in zichzelf: "Altijd gedacht dat dat Marnix Gijsen was", een verwijzing naar Gijsens boek "Ontdek Amerika" (1927), alsook De Stem uit Amerika.